# Carina Witthöft
Carina Witthöft (Wentorf bei Hamburg, 1995. február 16. –) német hivatásos teniszezőnő.
2009-ben kezdte profi pályafutását. Egyéniben egy WTA tornagyőzelmet szerzett, 2017.ben a BGL Luxembourg Open torna győztese lett. Emellett tizenegy egyéni és egy páros ITF-tornán végzett az első helyen. WTA-torna főtáblájára először a 2012-es Swedish Openen jutott, ahol a kvalifikációban aratott három győzelme után az 1. fordulóban kapott ki.  Legjobb egyéni világranglista-helyezése egyéniben a 48. hely, amit 2018. január 8-án ért el, párosban a 168. helyezés, amelyen 2018. július 16-án állt.
A Grand Slam tornákon a legjobb eredménye egyéniben a 3. kör, amelyet mind a négy tornán sikerült teljesítenie: a 2015-ös Australian Openen, a 2016-os wimbledoni teniszbajnokságon, és a 2016-os US Openen, valamint a 2017-es Roland Garroson. Párosban a 2017-es US Openen, a 2018-as Australian Openen, és a 2018-as Roland Garroson a 2. körig jutott.
14 évesen már Hamburg felnőtt bajnoka volt. 2016.decemberben megnyerte Németország teniszbajnokságát. 2017-ben beválogatták Németország Fed-kupa-válogatottjába. Első alkalommal Hawaiion az Egyesült Államok elleni mérkőzésen lépett pályára.
Edzője Torben Beltz, aki korábban Angelique Kerber edzője volt.

## WTA-döntői
| Összesítés                  |                        |
| Grand Slam-torna (0)        |                        |
| Tier I (0)                  | Premier Mandatory* (0) |
| Tier II (0)                 | Premier Five* (0)      |
| Tier III (0)                | Premier* (0)           |
| Tier IV (0)                 | International* (1)     |
| Tier V (0)                  | Challenger* (0)        |
| Tournament of Champions (0) |                        |
| WTA Finals (0)              |                        |

* 2009-től megváltozott a tornák rendszere.
 Az egymás mellett azonos színnel jelölt tornatípusok között nincs teljes mértékű megfelelés.

### Egyéni

#### Győzelmei (1)
| No. | Dátum             | Torna                           | Borítás    | Ellenfél a döntőben | Eredmény a döntőben |
| 1.  | 2017. október 22. | BGL Luxembourg Open, Luxembourg | Kemény (f) | Mónica Puig         | 6–3, 7–5            |

## ITF döntői

### Egyéni (11–9)
| Díjazás        |
| -------------- |
| $100,000 torna |
| $75,000 torna  |
| $50,000 torna  |
| $25,000 torna  |
| $15,000 torna  |
| $10,000 torna  |

| Eredmény | No. | Dátum                | Torna                            | Borítás     | Ellenfél             | Eredmény         |
| -------- | --- | -------------------- | -------------------------------- | ----------- | -------------------- | ---------------- |
| Győztes  | 1.  | 2011. április 25.    | Zell am Harmersbach, Németország | Salak       | Vanessa Henke        | 4–6, 6–3, 6–4    |
| Döntős   | 1.  | 2011. július 18.     | Horb am Neckar, Németország      | Salak       | Paula Kania          | 6–4, 4–6, 5–7    |
| Győztes  | 2.  | 2012. június 25.     | Ystad, Svédország                | Salak       | Valerija Szolovjova  | 6–2, 6–1         |
| Győztes  | 3.  | 2012. július 23.     | Wrexham, Egyesült Királyság      | Kemény      | Donna Vekić          | 6–2, 6–7(4), 6–2 |
| Döntős   | 2.  | 2012. július 30.     | Bad Saulgau, Németország         | Salak       | Mervana Jugić-Salkić | 2–6, 4–6         |
| Döntős   | 3.  | 2013. március 4.     | Sutton, Egyesült Királyság       | Kemény (f)  | Stephanie Vogt       | 6–3, 4–6, 3–6    |
| Győztes  | 4.  | 2013. augusztus 5.   | Hechingen, Németország           | Salak       | Laura Thorpe         | 6–1, 6–4         |
| Döntős   | 4.  | 2013. szeptember 2.  | Alphen aan den Rijn, Hollandia   | Salak       | Arantxa Rus          | 6–4, 2–6, 2–6    |
| Döntős   | 5.  | 2014. június 23.     | Stuttgart, Németország           | Salak       | Mariana Duque        | 7–5, 2–6, 2–6    |
| Döntős   | 6.  | 2014. július 7.      | Aschaffenburg, Németország       | Salak       | Lesley Kerkhove      | 5–7, 3–6         |
| Győztes  | 5.  | 2014. augusztus 4.   | Hechingen, Németország           | Salak       | Laura Siegemund      | 4–6, 6–4, 6–3    |
| Győztes  | 6.  | 2014. szeptember 1.  | Barnstaple, Egyesült Királyság   | Kemény (f)  | Viktorija Golubic    | 6–2, 6–4         |
| Győztes  | 7.  | 2014. szeptember 8.  | Saint-Malo, Franciaország        | Salak       | Alberta Brianti      | 6–0, 6–1         |
| Döntős   | 7.  | 2014. szeptember 15. | Shrewsbury, Egyesült Királyság   | Kemény (f)  | Océane Dodin         | 4–6, 3–6         |
| Győztes  | 8.  | 2014. október 13.    | Joué-lès-Tours, Franciaország    | Kemény (f)  | Urszula Radwańska    | 6–3, 7–6(6)      |
| Győztes  | 9.  | 2015. február 16.    | Altenkirchen, Németország        | Szőnyeg (f) | Antonia Lottner      | 6–3, 6–4         |
| Győztes  | 10. | 2015. május 4.       | Cagnes-sur-Mer, Franciaország    | Salak       | Tatjana Maria        | 7–5, 6–1         |
| Győztes  | 11. | 2015. július 6.      | Versmold, Németország            | Salak       | Johanna Larsson      | 6–3, 6–3         |
| Döntős   | 8.  | 2016. május 2.       | Cagnes-sur-Mer, Franciaország    | Salak       | Magda Linette        | 3–6, 5–7         |
| Döntős   | 9.  | 2016. július 25.     | Prága, Csehország                | Salak       | Antonia Lottner      | 6–7(6), 6–1, 5–7 |

### Páros (1–0)
| Borítás        |
| -------------- |
| $100,000 torna |
| $75,000 torna  |
| $50,000 torna  |
| $25,000 torna  |
| $15,000 torna  |
| $10,000 torna  |

| Eredmény | No. | Dátum               | Torna                          | Borítás    | Partner   | Ellenfél                             | Eredmény |
| -------- | --- | ------------------- | ------------------------------ | ---------- | --------- | ------------------------------------ | -------- |
| Győztes  | 1.  | 2014. szeptember 1. | Barnstaple, Egyesült Királyság | Kemény (f) | Alizé Lim | Viktorija Golubic Diāna Marcinkēviča | 6–2, 6–1 |

## Eredményei Grand Slam-tornákon

### Egyéni
| Grand Slam | Australian Open | Australian Open  | Roland Garros  | Roland Garros     | Wimbledon      | Wimbledon        | US Open        | US Open              |
| Év         | Eredmény        | Utolsó ellenfél  | Eredmény       | Utolsó ellenfél   | Eredmény       | Utolsó ellenfél  | Eredmény       | Utolsó ellenfél      |
| 2013       | −               | −                | Selejtező (Q2) | Selejtező (Q2)    | 1. kör         | Date Kimiko      | Selejtező (Q1) | Selejtező (Q1)       |
| 2014       | 1. kör          | Mandy Minella    | Selejtező (Q3) | Selejtező (Q3)    | Selejtező (Q2) | Selejtező (Q2)   | Selejtező (Q3) | Selejtező (Q3)       |
| 2015       | 3. kör          | I-C Begu         | 2. kör         | Sara Errani       | 1. kör         | Angelique Kerber | 1. kör         | Garbiñe Muguruza     |
| 2016       | 1. kör          | Cseng Szaj-szaj  | 1. kör         | Zarina Dias       | 3. kör         | Angelique Kerber | 3. kör         | Roberta Vinci        |
| 2017       | 2. kör          | Angelique Kerber | 3. kör         | Karolína Plíšková | 3. kör         | Elina Szvitolina | 1. kör         | Anastasija Sevastova |
| 2018       | 1. kör          | Caroline Garcia  | 1. kör         | Fiona Ferro       | 1. kör         | C Suárez Navarro | 2. kör         | Serena Williams      |
| 2019       | Selejtező (Q1)  | Selejtező (Q1)   |                |                   |                |                  |                |                      |

### Páros
| Grand Slam | Australian Open       | Australian Open               | Roland Garros            | Roland Garros                    | Wimbledon                | Wimbledon                     | US Open             | US Open                           |
| Év         | Eredmény Partner      | Utolsó ellenfél               | Eredmény Partner         | Utolsó ellenfél                  | Eredmény Partner         | Utolsó ellenfél               | Eredmény Partner    | Utolsó ellenfél                   |
| 2015       | –                     | –                             | –                        | –                                | 1. kör Julia Görges      | Csan Hao-csing A Van Uytvanck | –                   | –                                 |
| 2016       | 1. kör Annika Beck    | A-L Grönefeld Coco Vandeweghe | –                        | –                                | –                        | –                             | 1. kör J Putyinceva | María Irigoyen Paula Kania        |
| 2017       | 1. kör Sorana Cîrstea | Babos Tímea A Pavljucsenkova  | 1. kör Mona Barthel      | Darija Jurak Anastasia Rodionova | 1. kör Varvara Lepchenko | J Makarova J Vesznyina        | 2. kör Mona Barthel | Lucie Hradecká Kateřina Siniaková |
| 2018       | 2. kör Mona Barthel   | Aojama Súko Jang Csao-hszüan  | 2. kör Kaitlyn Christian | Gabriela Dabrowski Hszü Ji-fan   | 1. kör María Irigoyen    | Kaia Kanepi Andrea Petković   | –                   | –                                 |

## Év végi világranglista-helyezései
| Év     | 2009 | 2010 | 2011 | 2012 | 2013 | 2014 | 2015 | 2016 | 2017 | 2018 |
| Egyéni | 985. | 805. | 405. | 223. | 210. | 104. | 65.  | 86.  | 51.  | 172. |
| Páros  | −    | −    | −    | 745. | 869. | 498. | 429. | 464. | 345. | 259. |